# Перидотит
Перидотиты (от фр. péridot) — общее название семейства ультраосновных плутонических горных пород нормально-щелочного ряда, в составе которых преобладают оливин и пироксен.

## Классификация

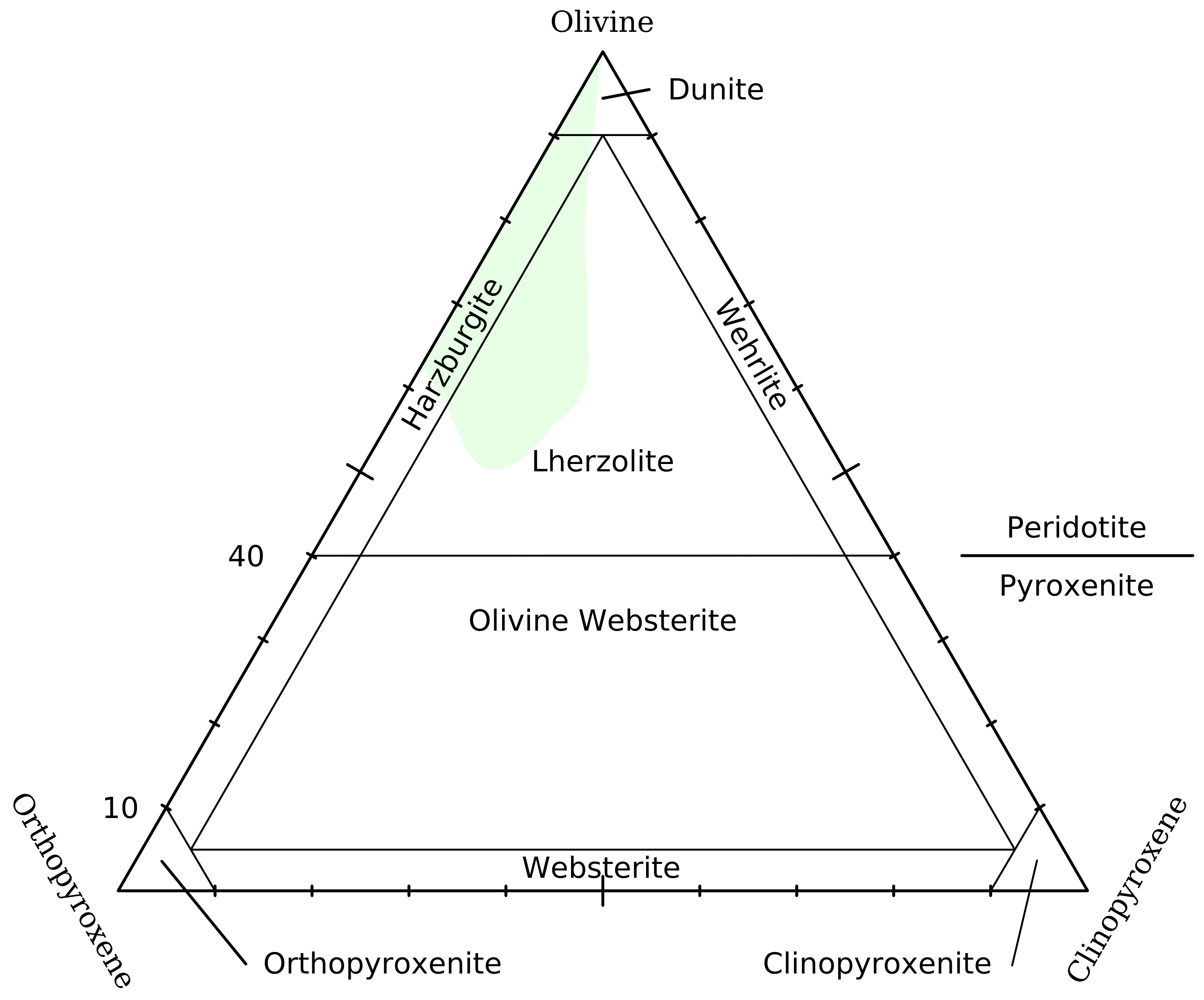
Классификационная диаграмма перидотитов и пироксенитов, основанная на пропорциях оливина и пироксенов. Зелёная область отмечает наиболее частый состав перидотитов в верхней части мантии (Bodinier and Godard, 2004).

Основана на процентных соотношениях слагающих породу минералов.
- Лерцолит: оливин — 40—90 %, ортопироксены — 10—50 %, клинопироксены — 10—50 %
- Гарцбургит: оливин — 40—90 %, ортопироксены — 10—60 %, клинопироксены — до 10 %
- Верлит: оливин — 40—90 %, клинопироксены — 10—60 %, ортопироксены — до 10 %

## Строение породы
Структура: от мелко- до крупнозернистой, равномернозернистая, иногда порфировидная. Под микроскопом — гипидиоморфнозернистая, иногда пойкилитовая; для верлитов, богатых титаномагнетитом, типична сидеронитовая. Часто присутствую признаки пластической деформации — бластические структуры.
Текстура массивная.

## Распространение
Перидотиты слагают большую часть верхней мантии Земли. В земной коре встречаются в расслоенных по составу плутонах сложенных ультраосновными (дуниты, перидотиты) и основными (троктолит, габбро, норит) породами (например, лополит Бушвельда), в виде тектонических пластин в офиолитовых комплексах. Наиболее глубинные перидотиты, вынесенные с глубин 150—300 км встречаются в виде ксенолитов в трубках взрыва.

## Происхождение
- Частичное плавление мантийных перидотитов, диапиров.
- Аккумуляция в крупных магматических камерах при высоких давлениях.

## Практическое значение
Содержат залежи хромитовых руд (гарцбургиты), титаномагнетитовых руд (верлиты), металлов платиновой группы в промышленных масштабах. В результате изменения перидотитов возникают месторождения асбеста, талька и силикатов никеля в корах выветривания.